# موهرس
موهرس (به فرانسوی: Mouhers) یک کمون در فرانسه است که در اندر واقع شده‌است. موهرس ۱۷٫۸۹ کیلومتر مربع مساحت و ۲۴۷ نفر جمعیت دارد و ۲۵۰ متر بالاتر از سطح دریا واقع شده‌است.